# District de Qatana
Le District de Qatana (en arabe : منطقة قطنا, manṭiqat Qaṭana) est l'un des dix districts du Gouvernorat de Rif Dimachq, situé dans le sud de la Syrie ; son centre administratif est la ville de Qatana. D'après le Bureau central des statistiques syrien, sa population était de 207 245 habitants en 2004.

## Sous-districts
Le district de Qatana est divisé en trois sous-districts (ou nahiés), (population en 2004) :
| Nom      | Surface (km²) | Population | Code     |
| -------- | ------------- | ---------- | -------- |
| Qatana   | 506,56        | 146 344    | SY030800 |
| Beit Jen | 159,84        | 15 668     | SY030801 |
| Sa'sa'   | 329,08        | 45 233     | SY030802 |